# Tomislav Marijanović
Tomislav Marijanović (Split, 30. kolovoza 1981.), hrvatski džudaš.
Natjecao se na Olimpijskim igrama 2012. u kategoriji do 81 kilograma. Završio je od 16. do 32. mjesta.
U kategoriji do 81 kilograma na europskom prvenstvu 2013. godine osvojio je srebrnu medalju. Na Mediteranskim igrama 2013. osvojio je brončanu medalju u istoj kategoriji.
Bio je član splitskog Studenta.